# خرو سفلی
خرو سفلی، روستایی است از توابع بخش مرکزی شهرستان طبس استان خراسان جنوبی ایران.

## جمعیت
این روستا در دهستان گلشن قرار داشته و بر اساس سرشماری سال ۱۳۹۵ جمعیت آن ۱۸ نفر (۶ خانوار) بوده‌است.